# ナランヘロス・ソフトボル・フェメニル
ナランヘロス・ソフトボル・フェメニル（西: Naranjeros Softbol Femenil）は、メキシコのソノラ州エルモシージョを拠点とする女子ソフトボールチーム。リーガ・メヒカーナ・デ・ソフトボル（LMS）所属。

## 概要
メキシコのプロ野球ウィンターリーグ、リーガ・メヒカーナ・デル・パシフィコ（LMP）に所属するナランヘロス・デ・エルモシージョのソフトボールチーム。同国の女子ソフトボールリーグ、リーガ・メヒカーナ・デ・ソフトボル（LMS）に2025年から参加。

## タイトル
なし

## 歴代所属選手
外野手
- ウシュア・モドレゴ（2025 - ）